# Merindad de Valdivielso
Merindad de Valdivielso – gmina w Hiszpanii, w prowincji Burgos, w Kastylii i León, o powierzchni 129,09 km². W 2011 roku gmina liczyła 432 mieszkańców.